# 耿仲明
耿 仲明（こう ちゅうめい、1604年 - 1649年）は、明末の遼東蓋州衛の人。字は雲台。崇禎初年、登州参将となる。清初の三藩の一つの祖。

## 生涯
原籍は山東。鉱山労働者の出身で、遼東の海賊になったことがあり、後に毛文龍を頼って、初めは孔有徳・尚可喜とともに毛文龍の部下として、「山東の3人の鉱夫の弟子（山東三鉱徒）」と称された。
袁崇煥が毛文龍を殺害したのち、孔有徳に従って登州を歩いて、山東巡撫孫元化に仕え歩兵左営参将となる。孔有徳・耿仲明は後金討伐に従軍したが、俸給に不満を持っていた。
崇禎5年（1632年）に孔有徳は内通して、登州を攻め落として、総兵官を自称した。孫元化は都に逃げ帰り、死刑にされた。
明朝は4万の軍隊を派遣して、山東の要衝を包囲攻撃して登州・萊州に迫った。崇禎6年（1633年）、耿仲明は孔有徳に従ってホンタイジに投降した。崇禎9年（1636年）に漢軍正黄旗となり、懐順王（gūnin ijishūn wang）に封じられた。
順治元年（1644年）に清兵に従って関内に入って、清の将軍ドド（多鐸）に従い陝西に入って、人民蜂起の隊列を鎮圧し、江南を経て、湖南に入る。順治5年（1648年）12月、ドルゴンは孔有徳・耿仲明・尚可喜を従えて遼東に入京した。
順治6年（1649年）に改めて靖南王に封ぜられた。呉三桂・尚可喜とともに清初三藩と称した。罪を得て逃亡していた耿仲明配下の魏国賢を隠匿したために、11月27日、南下して広州を遠征する途上、江西省吉安府で法の裁きを恐れて首をつって自殺した。その子の耿継茂は靖南王を襲名、福建に移封された。孫の耿精忠は康熙帝に対して反乱を起こした呉三桂に呼応したために、三藩の乱が鎮圧されると逮捕されて、北京に連行されて処刑された。